# Цалкаламанидзе, Мириан Васильевич
Мириа́н Васи́льевич Цалкаламани́дзе (20 апреля 1927 или 9 марта 1927, Телавский район, Кахетинский округ — 3 августа 2000, Телави) — советский борец вольного стиля, Олимпийский чемпион, Заслуженный мастер спорта СССР (1957).

## Биография
Родился в 1927 году в селе Кондори неподалёку от Телави.
До 24 лет занимался национальной грузинской борьбой чидаоба. Вольной борьбой стал заниматься только в 1951 году и в 1954 году выиграл чемпионат СССР и получил звание мастер спорта СССР.
Был включён в олимпийскую команду. На Летних Олимпийских играх 1956 года в Мельбурне боролся в весовой категории до 52 килограммов (наилегчайший вес). В предварительных схватках:
- в первом круге выиграл решением судей со счётом 3-0 у Ричарда Дельгадо (США);
- во втором круге выиграл решением судей со счётом 2-1 у Тадаси Асаи (Япония);
- в третьем круге на 9-й минуте тушировал Бабана Даваре (Индия);
- в четвёртом круге проиграл решением судей со счётом 3-0 Хюсейну Акбашу (Турция)
- в пятом круге не участвовал
- в шестом круге на 5-й минуте тушировал Мохаммада Али Ходжастепура (Иран) и стал чемпионом Олимпийских игр, единственным представителем вольной борьбы из команды СССР, выигравшим Олимпиаду в 1956 году[3].

Двукратный чемпион СССР (1954, 1956).
Окончил Грузинский государственный институт физической культуры и Грузинский сельскохозяйственный институт. Член КПСС с 1967 года.
Умер 3 августа 2000 года в Телави.

## Награды
- Орден «Знак Почёта» (27.04.1957) — «за успехи, достигнутые в деле развития массового физкультурного движения в стране, повышения мастерства советских спортсменов, и успешное выступление на международных соревнованиях»